# درک روشن
درک روشن (به انگلیسی: Getting Straight) فیلمی محصول سال ۱۹۷۰ و به کارگردانی ریچارد راش است. در این فیلم بازیگرانی همچون الیوت گولد، کندیس برگن، جف کوری، سسیل کلاوای، لئونارد استون، جینی برلین، جان روبنشتاین، براندا سایکس، گرگوری سیرا، بیلی برد، هریسون فورد و آیرین تدرو ایفای نقش کرده‌اند.